# Szvilen Ruszinov
Szvilen Ruszinov (cirill betűkkel: Свилен Русинов, Bulgária, Teteven, 1964. február 29. –) bolgár ökölvívó.

## Eredményei
- 1986-ban bronzérmes a világbajnokságon nehézsúlyban. Az elődöntőben a kubai Félix Savóntól kapott ki.
- 1987-ben bronzérmes az Európa-bajnokságon nehézsúlyban.
- 1989-ben bronzérmes az Európa-bajnokságon szupernehézsúlyban.
- 1989-ben nem szerzett érmet a világbajnokságon, mert már a negyeddöntőben kikapott a későbbi győztes kubai Roberto Baladótól.
- 1991-ben bronzérmes az Európa-bajnokságon szupernehézsúlyban.
- 1991-ben ezüstérmes a világbajnokságon szupernehézsúlyban. A döntőben Roberto Baladotól szenvedett vereséget.
- 1992-ben bronzérmes az olimpián szupernehézsúlyban. Az elődöntőben a nigériai Richard Igbineghutól kapott ki.
- 1993-ban Európa-bajnok szupernehézsúlyban.
- 1993-ban ezüstérmes a világbajnokságon szupernehézsúlyban. A döntőben Roberto Baladotól szenvedett vereséget.

Hatszor mérkőzött Baladoval, mindannyiszor kikapott.

## Profi karrier
1999-ben profinak állt, de mindössze 1 mérkőzést vívott.